# Nikolai Podgorny
Nikolai Viktorovich Podgorny, em russo Никола́й Ви́кторович Подго́рный e em ucraniano Микола Вікторович Підгорний, (Karlovka, 18 de fevereiro de 1903 – Moscou, 12 de janeiro de 1983) foi o presidente do Presidium do Soviete Supremo da União Soviética de 1965 a 1977.
Engenheiro formado pelo Instituto Tecnológico da Indústria de Alimentos de Kiev, ele se tornou vice-comissário da indústria de alimentos de Kiev, antes de se tornar um membro do Partido Comunista da União Soviética em 1950. Foi eleito membro do Comitê Central em 1956 e do Presidium – depois chamado de Politburo – em 1960.
Em 1965 ele foi alçado ao cargo de presidente do Presidium, ou Chefe de Estado, sucedendo a Anastas Mikoyan. Em 1977 foi removido do cargo depois de uma disputa pelo poder com Leonid Brejnev.